# Unsuspected monogram
unsuspected monogram（アンサスペクテッド・モノグラム）は、日本のロックバンド。
略称は「unsus」（アンサス）。

## 概要
音楽プロデューサー/アーティストである佐久間正英が長年抱いてきた理想のバンドを実現すべく、海外でも通用する真のオルタナ・バンドを志向して凄腕のメンバーを集め、自身がバンドマスターとして結成した全く新しいスタイルのロック・バンド。全曲一発録り、しかもその模様をUstreamで生中継するという前代未聞の方法で作られたアルバムを発表するなど、既存の枠にとらわれない自由奔放な活動を展開した。
結成のきっかけは、佐久間が2008年当時にレディオヘッドの来日公演を観に行ったこと。彼らの普通ではない音楽を聴いて多くの観客が熱狂している状況を目の当たりにし、それまでの自分はどこか世間に迎合して受け入れられやすいものを作らなければという先入観にとらわれていたことに気づいた。そこで「もう年も取ったことだし仕事は関係なく自分の好きなことをやろう」と心に決めた。
とにかくうまい面子を集めて自分の思う音楽をやろうと思った時にメンバーとして真っ先に浮かんだのが若菜拓馬とフジファブリックの山内総一郎だった。3人で会ってからメンバーを募集してオーディションを行い、若菜と山内の古くからの知り合いだった星山哲也と砂山淳一の参加が決まった。キーボードをどうするかとなった時に佐久間の頭に息子の音哉が浮かび、声をかけてメンバーが決まった。最初は佐久間・若菜・山内のトリプルギター体制だったが、フジファブリックが忙しくなったために最終的に山内は不参加となった。
佐久間曰く、アンサスは完全な趣味であり、趣味であればこそ仕事のように妥協してはいけないとのこと。

## メンバー
若菜拓馬
ボーカル、エレクトリック&アコースティック・ギター、パーカッション、コーラス及び作詞作曲を担当。
The SeesawsやScreaming Frogsのメンバーとして活動。ギタリストでの参加作品が多い中、バンマスである佐久間曰く『歌声が気に入った』との理由でバンドに誘われた。父親は元プロ野球選手の若菜嘉晴で、「commentatorは父に捧げる曲」と本人のブログで綴っている。
佐久間正英
エレクトリック&アコースティック・ギター、パーカッション、コーラス及び作曲を担当。
佐久間音哉
プログラミング、キーボード（グランドピアノ、アップライトピアノ、ローズ・ピアノ、シンセサイザー、グロッケンシュピールなど）、ウクレレ、パーカッション、コーラスを担当。また担当楽器以外にunsuspected monogram全作品のジャケットデザイン、webデザインも担当している。
正英の息子。ピアノは弾かないキーボーディストだったが、このバンドでは弾くことになった。2009年よりScreaming Frogsにも参加。
砂山淳一
エレクトリック&ウッド・ベース、シンセベース、コーラスを担当。
フジファブリック・山内総一郎の紹介でオーディションに参加。2009年よりScreaming Frogsにも参加。
星山哲也
ドラムス、パーカッションを担当。
- 若菜の通っていた音楽学校のドラム講師で、若菜の紹介でオーディションに参加。

### 元メンバー
山内総一郎
ギターを担当。
フジファブリックのボーカルギタリスト。
結成時のメンバーだったが、バンドの本格始動前に不参加が決定する。

## 略歴
- 2008年、佐久間正英がバンド構想を実現すべく、TAKUYA and the Cloud Collectors、The Seesaws、Screaming Frogsなどで活動していたギタリスト・若菜拓馬に声をかけ、一夜にして構想・具体性が固まる。数度のオーディションの末、ドラム・星山哲也、ベース・砂山淳一を迎え、キーボードに佐久間音哉を迎えて活動を開始する。[2]
- 2010年、自主制作でミニアルバム『ame』をリリース。同年10月、フルアルバム『the mass』をリリース。
- 2011年、映像作品『the making of the mass』をリリース。同年12月、配信限定シングル「kotoba_buzz」をリリース。

## 音楽性・エピソード
- 佐久間が曲の枠組みを構築し、若菜がメロディーと歌詞を担当している。
- 佐久間は"難解な曲が多く、初めてのライブまでに1年半リハーサルしないと出来なかった"と公言している。
- フルアルバム"the mass（全11曲）"は「間違えれば最初から」という"一発録り"で録音され、メンバー全員が機材をリアルタイムでコントロールしつつ演奏した。この模様はustreamで中継され、スリリングな光景を見ている視聴者が固唾を飲んで見ているという状況を作り、大きな反響を得た。
- the mass制作当初、佐久間正英は「2〜3時間で終わるだろう」と予想していたが、実際は約7時間を要した。若菜は後日の取材で「アレは大変でしたね。二度とやりたくない」と苦笑まじりで語っている[3]。
- バンドを始める当初、フジファブリック・山内総一郎も参加する予定だったが、参加はせず、ベースの砂山にオーディションの紹介をした。

## ディスコグラフィー

### 動画
- the making of the mass（2011年）

### 楽曲提供
- 水樹奈々（ランファン）「鋼の錬金術師 FULLMETAL ALCHEMIST Theme of Lan Fan by THE ALCHEMISTS」
  - 編曲 - 「空風」（作詞：Tama、作曲：佐久間正英）、「そっと、そっと」（作詞：楠瀬拓哉、作曲：佐久間正英）